# Средногермански възвишения
Средногерманските възвишения (на немски: Mittelgebirgsschwelle) е нископланинска област в централната част на Германия, част от Средноевропейските херцински планини.
Представляват ивица от ниски планини от границата с Белгия и Люксембург на запад до границата с Чехия на изток. На север преминават в Северногерманската равнина, а на юг – в Среднорейнските терасовидни плата. От запад на изток включват германската част на Рейнските шистови планини (Айфел, Хунсрюк, Таунус, Вестервалд и Зауерланд), Долноскасонско-Хесенските възвишения (Оденвалд, Шпесарт, Фогелсберг и Рьон), ниската планина Харц, Тюрингската котловина и Източните Средногермански възвишения (Тюрингер Валд и Франкенвалд).